# Перша Яссько-Кишинівська операція

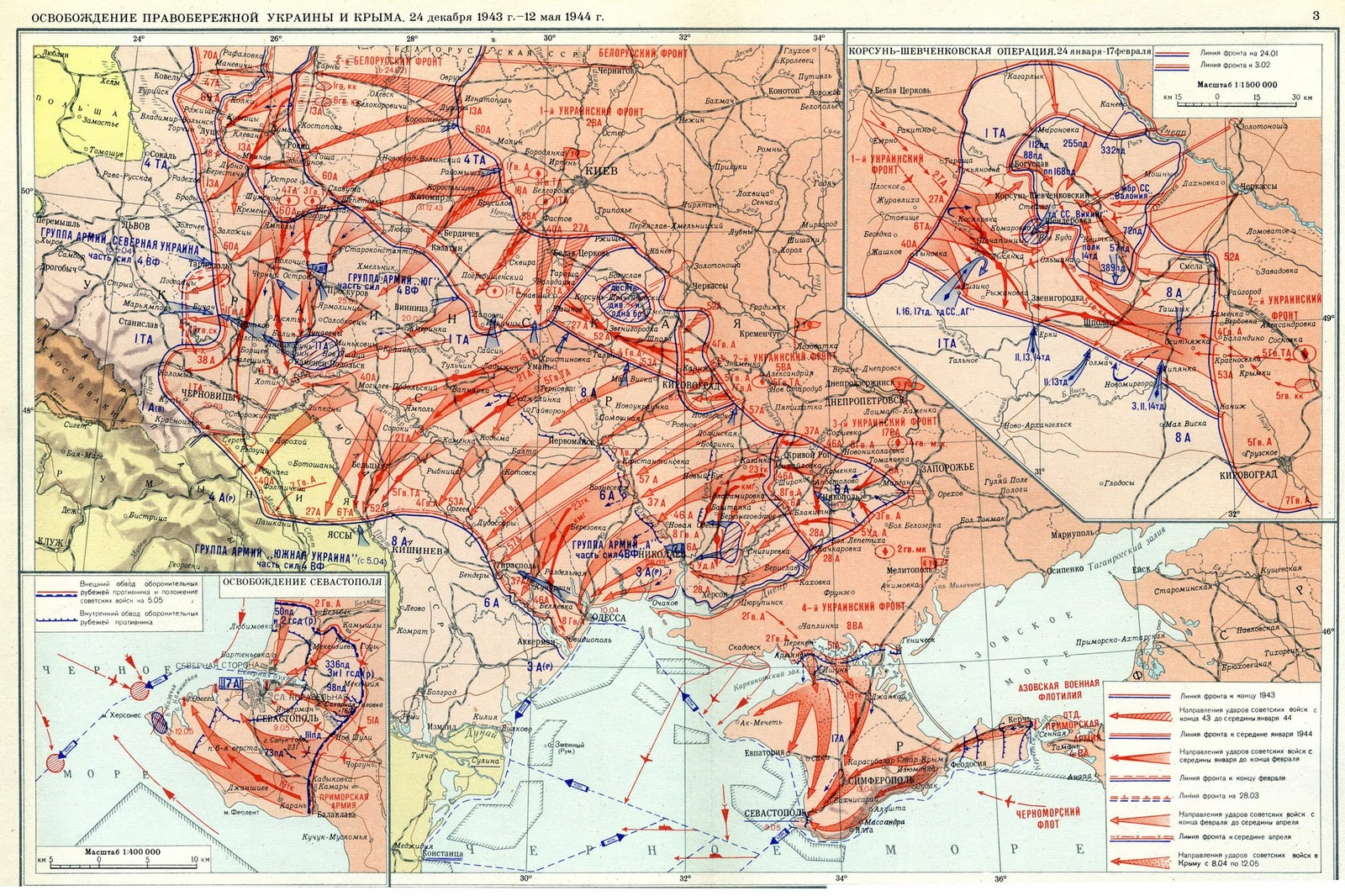
Загальний наступ радянських військ на Правобережній Україні.

Пе́рша Я́ссько-Кишині́вська опера́ція (8 квітня — 6 червня 1944) — стратегічна наступальна операція південного крила радянських військ силами 2-го та 3-го Українських фронтів на Східному фронті Другої світової війни з метою розгрому німецьких та румунських військ на балканському напрямку, вигнання нацистських окупантів з Молдавської РСР та ізоляції румунських нафтопромислів від нацистської Німеччини. Надалі, замислом передбачався глибокий прорив на Балканський півострів та виведення Румунії і Болгарії з війни.
Перша Яссько-Кишинівська операція розпочалася після завершення Умансько-Ботошанської і Одеської операцій в контексті загального стратегічного наступу радянських військ на Правобережній Україні. У відповідності до замислу Ставки ВГК, два радянських фронти, практично без паузи після попереднього наступу та відповідної підготовки у квітні 1944 року розпочали активні спроби прорватися вглиб території Румунії та Молдови і далі на Балкани. Битва розпочалася із запеклих боїв під Тиргу-Фрумос і Поду-Ілоаєй. Після невдалих спроб прорвати потужну німецько-румунську оборону в передгір'ях Карпат, у травні 1944 Червона армія здійснила перегрупування та розпочала наступну наступальну операцію під Тиргу-Фрумос. Однак, усі намагання подолати добре ешелоновані оборонні позиції супротивника були марні і врешті-решт на початку червня, після 2-х місяців безплідних атак, радянські війська перейшли до оборони та розпочали ретельну підготовку до наступної стратегічної наступальної операції на південному фланзі радянсько-німецького фронту.
Перша Яссько-Кишинівська операція відноситься до числа військових операцій, що велися на Східному фронті та повністю ігнорувалися радянськими істориками та експертами. Як писав відомий військовий історик Девід Гланц,
| «Протягом майже 60 років після завершення Другої світової війни, радянські та російські військові історики та теоретики старанно витерли з історичних свідоцтв будь-які спогади та згадування про роль 2-го та 3-го Українських фронтів у першій битві за Ясси та Кишинів, коли радянські війська 2-х фронтів намагалися вторгнутися до Румунії у квітні-травні 1944 року. Як і в інших подібних ситуаціях з безліччю військових операцій Червоної Армії, провалених у ході війни, вони зробили це навмисно, поступово «забувши» цей наступ та відправивши його до довгого листа «забутих битв» німецько-радянської війни[7]. Оригінальний текст (англ.) «During the almost 60 years since the end of World War II, Soviet and Russian military historians and theorists have carefully erased from the historical record any mention of the 2nd and 3rd Ukrainian Fronts' first Iasi–Kishinev offensive, during which the Red Army's two fronts attempted to invade Romania in April and May 1944. As is the case with so many other military operations the Red Army conducted during the war, they have done this deliberately, in the process relegating this offensive to a lengthy list of "forgotten battles" of the Soviet–German War» |

## Історія
5 березня 1944 року командувач 2-го Українського фронту генерал-полковник І.Конєв розпочав Умансько-Ботошанську операцію у південній Україні. В результаті успішного проведення стратегічної операції німецька група армій «Південь» зазнала серйозної поразки, а між 1-ю танковою та 8-ю польовою арміями виявився прорив у оперативній побудові військ. На початку квітня радянські війська вийшли до румунських кордонів.
На фоні обстановки, що утворилася, Ставка ВГК віддала 2-му та 3-му Українським фронтам наказ сумісними діями продовжити наступ у західному напрямку та розширити глибину просування Червоної армії, аж до території західної Румунії. Надалі радянське командування сподівалося прорвати оборону військ країн Осі на південному фланзі німецько-радянського фронту та увірватися на Балканський півострів, тим самим змусити Румунію і Болгарію вийти з війни. Загальним задумом операції передбачалося розгромити послаблені формування німецько-румунських військ у північно-східної частині Королівства Румунія, опанувавши стратегічні міста Ясси та Кишинів, а також Плоєшті та Бухарест.
5 квітня війська 2-го Українського фронту генерала І.Конєва з ходу форсували верхню течію Дністра та Прута, захопили Хотин та Дорохой й наблизилися до Тиргу-Фрумос і Ботошані. Оборону на цих рубежах тримали тільки легкоозброєні та кволі формування румунської легкої піхоти.
8 квітня 27-ма (генерал-лейтенант С.Трофименко) та 40-ва радянські армії (генерал-лейтенант П.Жмаченко) за підтримки 2-ї танкової армії генерал-лейтенанта танкових військ С.Богданова здійснили спробу потужним ударом знести хирляву оборону противника поблизу Тиргу-Фрумос. Одночасно, війська 52-ї армії генерала К.Коротеєва та 6-ї танкової армії генерал-лейтенанта А.Кравченко завдавали допоміжного удару північніше Ясс, намагаючись розтрощити оборонний фронт румунських військ та вийти на оперативний простір.
У той час, як радянські війська генерала І.Конєва готувалися до прориву ворожої оборони біля Тиргу-Фрумос, 8-ма польова армія генерала Отто Велера вела запеклі бої в та поблизу села Попрікань, у 14 км північніше за Ясси, де два радянських корпуси стинали з німецькою танковою бронегрупою, відволікаючи увагу німецького командування від напрямку головного удару.
Найближчим завданням наступу 2-го Українського фронту було вихід на рубіж Тиргу-Фрумос—Пашкань—Тиргу-Нямц на відстані 50-100 західніше за Ясси. Три стрілецькі дивізії 51-го стрілецького корпусу просувалися на південь у напрямку Пашкань, ще дві радянські дивізії наступали діяли північніше за Тиргу-Нямц. Східніше сім стрілецьких дивізій 35-го гвардійського та 33-го стрілецьких корпусів 27-ї армії здійснювали спробу прорватися поздовж річки Прут та змісити війська 8-ї румунської піхотної дивізії відступити в напрямку на Хирлеу, у 27 км північніше за Тиргу-Фрумос. Одночасно, 2 дивізії 33-го стрілецького корпус за підтримки двох корпусів 2-ї танкової армії діяли проти 7-ї румунської піхотної дивізії поблизу цього міста.
Зранку 8 квітня війська радянського ударного угруповання перейшли в наступ, однак, через великі труднощі в подоланні весняного розпуття, просування вперед проходило надзвичайно повільно. Форсування Прута на північному заході від Ясс також тривало з надвеликими проблемами.
Радянські війська розгромили румунські підрозділи, що обороняли Тиргу-Фрумос, захопили Пашкань й продовжили наступ вперед. Однак, німецьке командування швидко відреагувало на такий перебіг подій й кинуло в бій панцер-гренадерську дивізію «Гросдойчланд» Х.фон Мантойфеля. Окремими тактичними групами панцергренадери ув'язалися в бій за місто Тиргу-Фрумос на південній його околиці. Бачачи такий розвиток ситуації, Червона армія перенацілила до району битви ще декілька дивізій, які вступили в бій з німецькою елітною частиною.
Зранку 10 квітня 1944 року, дивізія «Гроссдойчланд», що нараховувала у своєму складі близько 160 танків, серед яких 40 «Пантер» та 40 «Тигрів», потужним ударом контратакувала у західному напрямку з Поду-Ілоаєй на Тиргу-Фрумос, у місті зав'язалися запеклі вуличні бої між німецькими та радянськими підрозділами. З південного напрямку у контрнаступ перейшли румунські 1-ша гвардійська та 7-ма піхотна дивізії, які змусили відступити радянські війська на північ. У напівоточенні в місті опинилися розрізненні угруповання радянських 206-ї стрілецької, 3-ї гвардійської повітряно-десантної та 93-ї гвардійської стрілецької дивізій, які билися по усьому Тиргу-Фрумосу невеликим осередками. Через 48 годин боїв, німецько-румунські війська остаточно захопили місто, формування Червоної армії дрібними групами прорвалися на північ і відійшли. З 12 квітня лінія фронту на північ від Тиргу-Фрумос відносно стабілізувалася.
2 травня 1944 року війська генерала І.Конєва здійснили другу спробу прорвати оборону німецько-румунських військ північніше Тиргу-Фрумос, проти битва, що на початковій фазі проходила на користь Червоної армії, поступово перетворилася на серію поодиноких боїв на окремих ділянках фронту. У сутичках радянські танкісти втратили значну кількість броньованої техніки й подальші спроби атакувати ворога швидко сходили нанівець. Німецькі LVII-й танковий (танко-гренадерська дивізія «Гроссдойчланд» і 24-та танкова дивізія) та LII-й армійський корпуси знищили більше за 350 танків противника у цих боях.
У другій битві за Тиргу-Фрумос радянські війська вперше в історії кинули у битву новітні важкі танки ІС-2.
Як пізніше згадував генерал Х.фон Мантойфель

| «Вперше під Тиргу-Фрумос я побачив ІС-2. Це було справжнім шоком зіткнутися з ним у бою, мої «Тигри» спробували вразити їх з відстані 3 000 метрів, однак снаряди відскакували від броні, й танки лишалися невразливі. Тільки підпустивши їх на вдвічі коротку дистанція німецькі «Тигри» змогли уражати ворога. Такій моці та зверхності росіян ми протипоставили маневровість та мобільність наших дій, й розумне користування складками місцевості. Оригінальний текст (англ.) «It was at Târgu Frumos that I first met the Stalin tanks. It was a shock to find that, although my Tigers began to hit them at a range of 3,000 metres, our shells bounced off, and did not penetrate them until we had closed to half that distance. But I was able to counter the Russians' superiority by manoeuvre and mobility, in making the best use of ground cover. |
Поступово сили супротивників танули, інтенсивність боїв затухала, й на початку червня фронт стабілізувався, сторони перейшли до глухої позиційної оборони. Наприкінці серпня 1944 Червона армія завдала найпотужнішого удару на цій ділянці німецько-радянського фронту й вщент розгромила ворога.